# Manoir de Kerivoas
Le manoir de Kerivoas est un édifice situé à Kerlouan, en France.

## Localisation
Le manoir est situé sur le territoire de la commune de Kerlouan, dans le département  du Finistère, en région Bretagne.

## Description
L'ensemble manorial construit à la fin du XVIe siècle s'organisait autour d'une cour, occupée à l'ouest par le corps de logis. De cette construction ne restent que les vestiges suivants : le portail en pierre marquant l'entrée ; le mur d'enceinte au sud de la cour constitué de deux tourelles reliées par un mur de courtine, laquelle est ouverte par un portail à double entrée cochère soulignée d'un décor Renaissance et comporte une embrasure destinée au tir à l'arquebuse ; l'extrémité sud du corps de logis principal dont les élévations latérales ont été réduites en hauteur afin d'y établir un appentis au XIXe siècle pour la préparation de la nourriture des porcs. Dans les années 1870 a été construit au fond de la cour un corps d'habitation de ferme prolongé d'une étable accolée à l'ancienne aile en retour du logis XVIe siècle.

## Historique
Le manoir est inscrit partiellement (les vestiges du système défensif et le portail d'entrée du manoir) au titre des monuments historiques par arrêté du 10 janvier 2001.

## Galerie

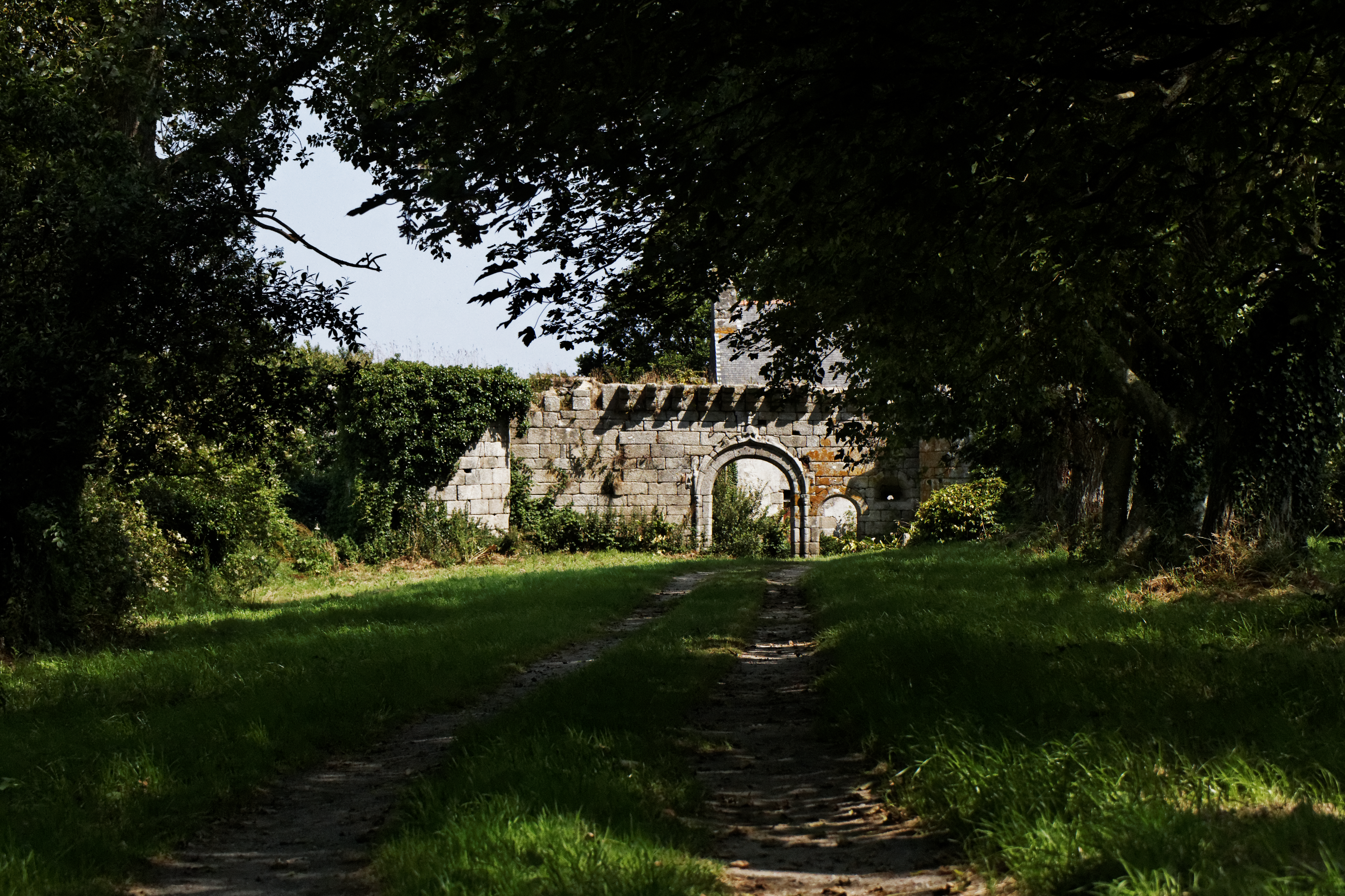
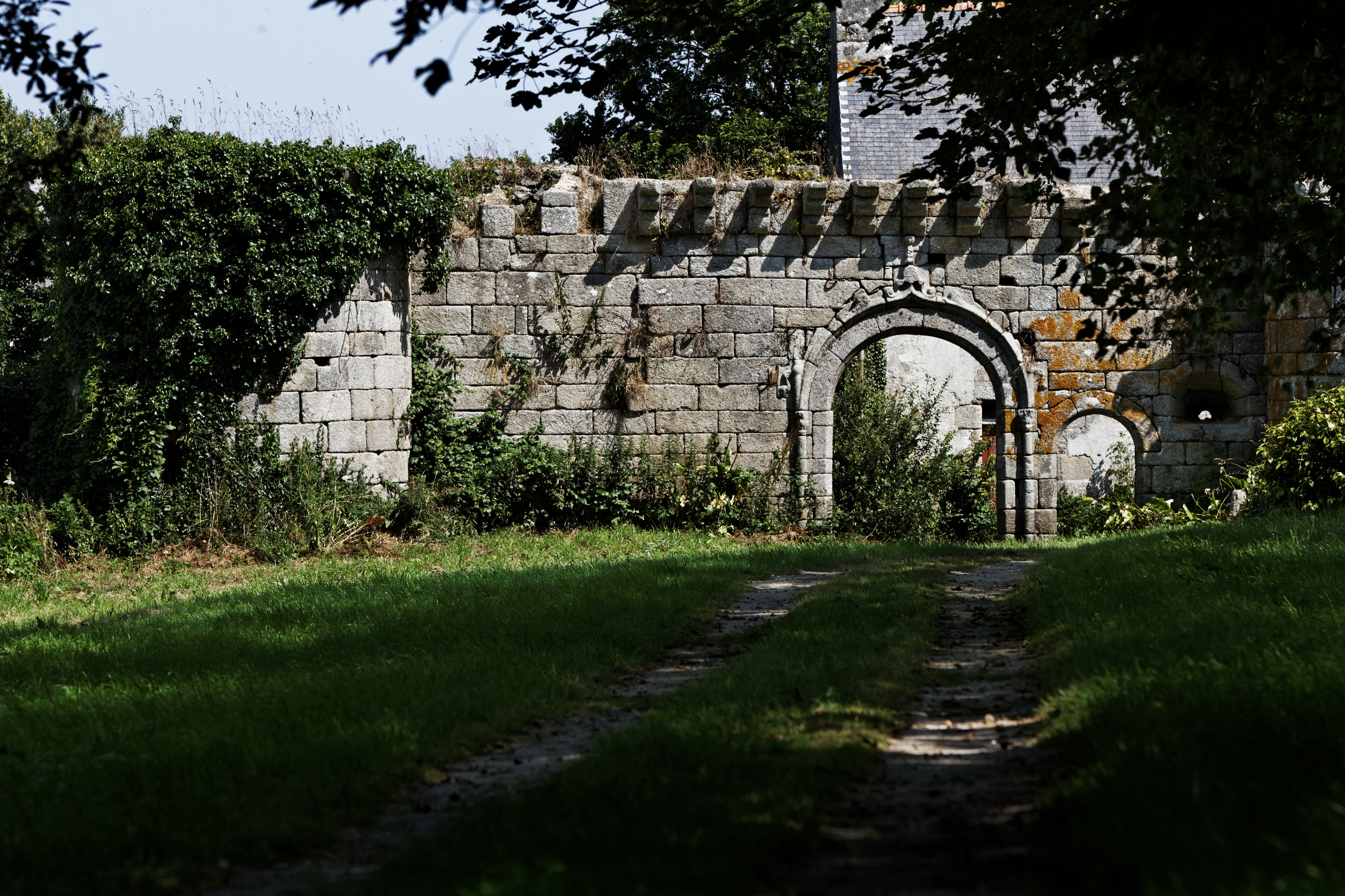
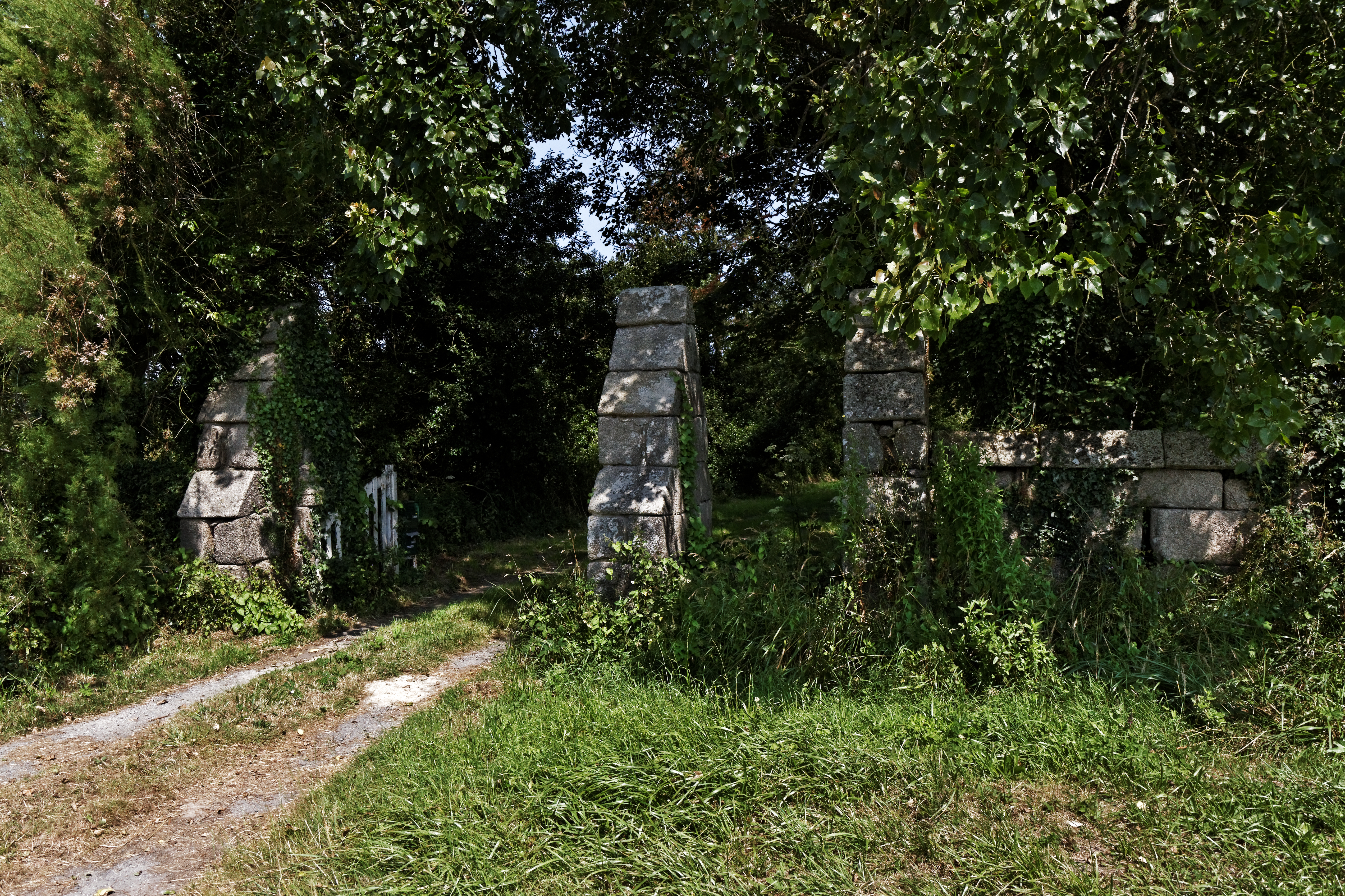